# Вентікано
Вентікано (італ. Venticano) — муніципалітет в Італії, у регіоні Кампанія,  провінція Авелліно.
Вентікано розташоване на відстані близько 230 км на південний схід від Рима, 65 км на північний схід від Неаполя, 19 км на північний схід від Авелліно.
Населення — 2481 особа (2014).
Щорічний фестиваль відбувається 8 вересня e 17 липня. Покровитель — свята Марія.

## Демографія
Населення за роками:

Станом на 1 січня 2023 року в муніципалітеті офіційно проживало 88 іноземців з 23 країн, серед них 33 громадяни країн Євросоюзу та 12 громадян України.

## Сусідні муніципалітети
- Апіче
- Кальві
- Мірабелла-Еклано
- П'єтрадефузі
- Торре-Ле-Ночелле